# Anka Berus
Anka Berus, född 1903, död 1991, var en kroatisk politiker.
Hon blev 1945 sitt lands första kvinnliga minister, och var finansminister 1945-1953. 